# Contracte d'arrendament financer
El contracte d'arrendament financer o lísing (del mot anglès leasing) és un contracte mercantil de col·laboració que té per objecte exclusiu la cessió de l'ús de béns mobles o immobles, adquirits amb aquesta finalitat segons les especificacions del futur usuari a canvi d'una contraprestació consistent en l'abonament periòdic de les quotes.
El lísing sorgeix normalment dins l'àmbit de la col·laboració entre empreses. L'empresari que necessita determinats béns (principalment béns d'equip, plantes o instal·lacions industrials) i no disposa o no vol arriscar el capital necessari per a comprar-los, contracta amb una societat d'arrendament financer, que es compromet a adquirir-los en nom i per compte propi i a cedir-ne l'ús. En el moment de finalitzar-se el contracte, l'arrendatari té la facultat d'exercitar una opció de compra sobre el bé objecte del contracte. Si no exercités aquesta opció, l'arrendador podrà cedir el bé en qüestió a un nou usuari.
La finalitat d'aquest tipus de contracte és la mobilització de la riquesa, així com facilitar i finançar l'adquisició de determinats béns. Aquest és el motiu pel qual no s'ha d'incloure dins l'àmbit de les compravendes especials, perquè no és una compravenda, sinó una activitat financera.

## Parts del contracte
El contracte requereix la participació de tres parts:
- L'arrendatari: l'empresari que necessita l'equip o instal·lacions objecte del contracte.
- El proveïdor: el venedor o fabricant dels béns en qüestió.
- L'arrendador: la societat d'arrendament financer que adquireix els béns per a cedir-ne el seu ús.

Una excepció a aquesta regla és l'anomenat lease-back, que es dona quan arrendador i proveïdor són la mateixa persona. En aquest cas, només hi ha dues parts en el contracte, d'una banda la societat de lísing i de l'altra l'arrendatari.
La societat de lísing assumeix un paper exclusivament financer: conserva la propietat dels béns com a garantia dels eventuals incompliments contractuals, però no assumeix els riscos inherents a aquesta propietat, subrogant-se l'usuari en la seva posició davant el fabricant, que queda directament vinculat amb l'usuari en tot allò relatiu al servei propi del client.
Aquest contracte es considera una operació fiduciària perquè la companyia de lísing conserva la propietat formal del bé, tot retenint l'usuari la propietat material. Així, la societat de lísing manté un total desinterès en relació al bé arrendat, ja que no assumeix cap mena de responsabilitat per la manca de lliurament del bé, per reparacions o per vicis ocults. És per això que la relació de la companyia de lísing amb el bé s'assembla més a la d'un creditor amb dret real de garantia, que a la d'un propietari.

## Característiques
- La selecció del bé correspon a l'usuari, no a l'entitat de lísing. Aquesta és la principal diferència amb el contracte de renting.
- La propietat formal del bé correspon a la companyia de lísing.
- Les quotes d'arrendament han de tenir una durada terminada, essent aquesta en dret espanyol de:
  - 2 anys per als béns mobles;
  - i 10 anys per als immobles.
- En el moment del compliment del termini pactat al contracte, l'usuari té l'opció de pagar el valor residual, per poder adquirir així la propietat formal. Normalment, s'exercita aquesta opció de compra, ja que a les companyies de lísing no els interessa que no s'exerceixi, perquè el més probable és que el valor del bé hagi baixat. Per això, el valor residual que s'estableix és reduït.